# Zygophyllum propinquum
Zygophyllum propinquum är en pockenholtsväxtart som beskrevs av Joseph Decaisne. Zygophyllum propinquum ingår i släktet Zygophyllum och familjen pockenholtsväxter. Inga underarter finns listade i Catalogue of Life.